# Synagoga w Biłgoraju
Synagoga w Biłgoraju – nieistniejąca synagoga znajdująca się w Biłgoraju przy ulicy Lubelskiej.
W 1728 roku została wybudowana bożnica w Biłgoraju. Drewniany budynek na planie kwadratu, o boku ok. 16,60 m i wysokości 6,70 m, kryty gontem, był w owym czasie największą synagogą na Zamojszczyźnie. W 1867 roku w czasie pożaru bożnica została całkowicie zniszczona. Gmina żydowska w 1875 roku, kosztem 8500 rubli, na miejscu spalonej bożnicy postawiła nową synagogę, tym razem murowaną. W synagodze przez wiele lat modlił się i wygłaszał kazania rabin Zylberman, dziadek Isaaca Bashevisa Singera. Podczas II wojny światowej, we wrześniu 1939 roku hitlerowcy zburzyli synagogę. W latach 50. XX wieku na miejscu synagogi wybudowano blok mieszkalny.
Murowany budynek synagogi wzniesiono na planie prostokąta. Wewnątrz we wschodniej części znajdowała się główna sala modlitewna, a w zachodniej przedsionek nad którym znajdował się babiniec. Na ścianie wschodniej znajdował się niezwykle bogato zdobiony Aron ha-kodesz, do którego prowadziła kuta bramka ze schodkami.